# Île de Garde
L'île de Garde (en italien : isola di Garda ou isola Borghese) est une île d'Italie du lac de Garde.

## Géographie
Elle s'étend sur environ 1,1 km de longueur pour une largeur approximative de 70 m. 

## Histoire
L'île était habitée à l'époque romaine et s'appelait alors Insula Cranie comme l'a prouvé la découverte de nombreuses tombes gallico-romaines (maintenant conservées au musée romain de Brescia) et les restes de temples votifs. Abandonné dans les siècles de décadence de l'Empire romain, elle devient un refuge de pirates, qui attaquaient les bateaux qui traversaient les routes du lac de Garde.
En 879, il est mentionné pour la première fois dans un décret de Carloman de Bavière, documentant sur la donation de l'île aux frères de San Zeno de Verone.
En 1220, saint François d'Assise, en revenant d'un voyage à l'est, visite l'île qu'il considère comme un endroit idéal pour une communauté de frères. Il convainc alors le propriétaire de celle-ci, Biemino da Manerba, de lui donner la région rocheuse de la partie nord. Le saint y aurait lui-même planté les premiers citronniers. En 1227, l'ermitage reçoit saint Antoine de Padoue et, en 1304, selon la tradition, accueillit également Dante Alighieri qui en parle dans la Divine Comédie (Enfer - Chant XX).
En 1429, saint Bernardin de Sienne, vicaire général de l'ordre franciscain, transforme l'endroit en véritable monastère. L'île est devenue alors un important centre de méditation ecclésiastique et a accueilli des illustres personnages religieux, dont le vicaire général de l'Ordre franciscain, le père Francesco Licheto, qui a créé une école de théologie et de philosophie. La mort du père Francesco a cependant marqué le début de la décadence de la communauté religieuse de l'île. De 1685 à 1697, le couvent abrite seulement les novices en retraite et, en 1798, Napoléon Bonaparte supprime définitivement le monastère abandonné.
Après avoir été transformé, la propriété change pendant de nombreuses années et passe aux mains du comte Luigi Lechi de Brescia en 1817, qui construit une résidence sur les ruines du monastère et effectue d'importants travaux de restauration et de construction, comme la Marina, construite en 1830 par l'architecte Rodolfo Vantini. En 1837, le comte vend l'île à son cousin Teodoro Lechi, qui y ajoute des terrasses sur le devant de la maison.
En 1860, l'île est expropriée par l'État pour construire une forteresse militaire, mais le projet est abandonné et, en 1870, l'île arrive aux mains du duc Gaetano de Ferrari de Gênes. Avec sa femme, la Russe Maria Annenkoff, ils se consacrent à la conception et à la construction du parc, avec l'établissement de murs de confinement dans le lac et le transport de terres fertiles. Avant la mort du duc en 1893, le couple a envisagé la conception d'un bâtiment luxueux en remplacement de l'ancienne maison Lechi. La villa de style néo-gothique-renaissance, qui rappelle le palais des Doges à Venise, est construit entre 1894 et 1901, conçue par Luigi Rovelli. Le palais est enrichi de terrasses aménagées dans un jardin italien, avec des dessins agrémentés de haies et de buissons à fleurs.
À la mort du duc, le domaine passe à sa fille Anna Maria - plus tard épouse du prince romain Scipione Borghese - qui en fait sa résidence et enrichit le parc avec des essences exotiques. En 1927, à la mort du prince, l'île passe en héritage à sa fille Livia, épouse du comte Alessandro Cavazza. Ses arrière-petites-nièces y vivent toujours. Depuis 2002, l'île est ouverte pour les visites touristiques.

## Galerie

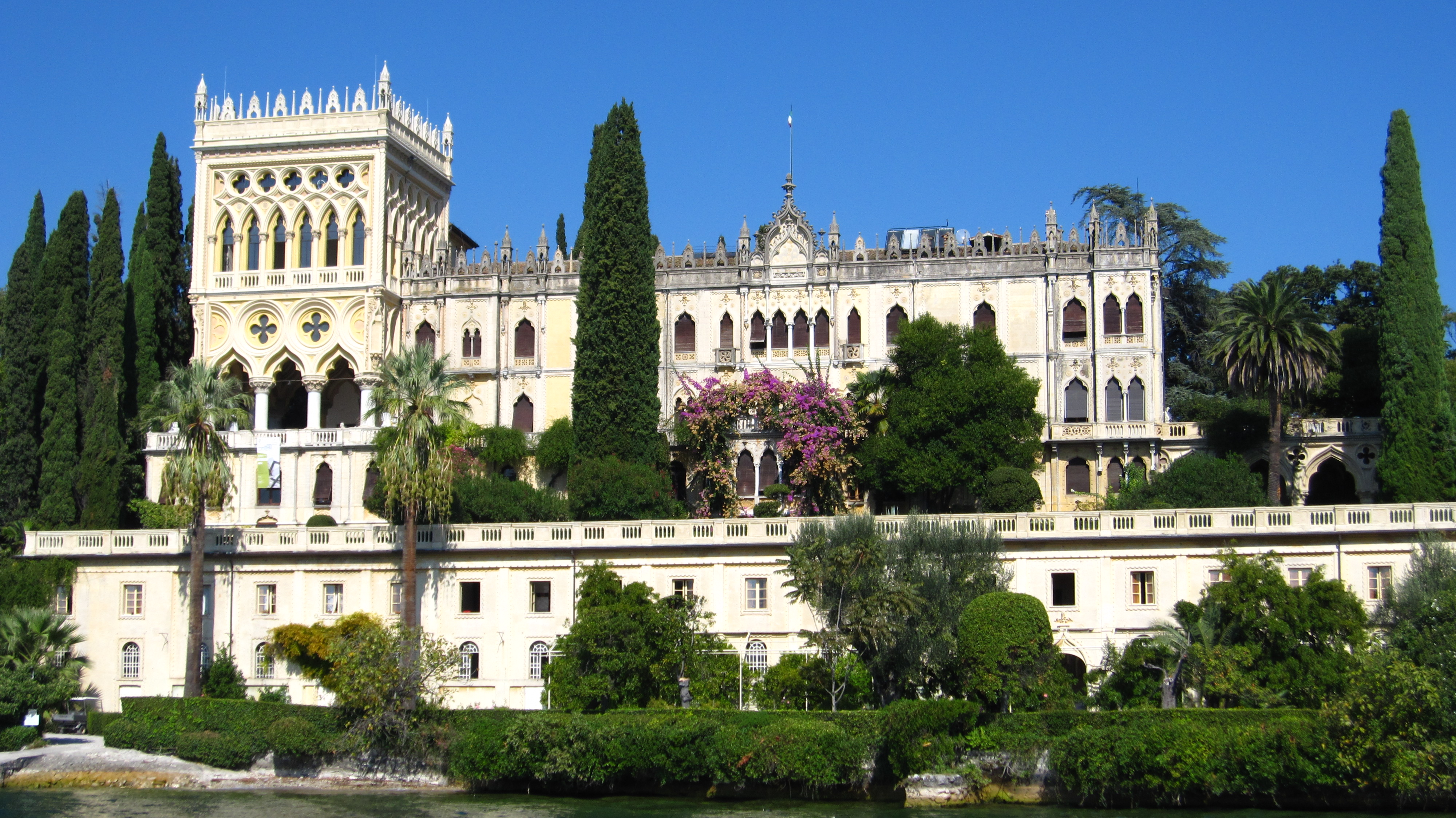
Le palais Borghese
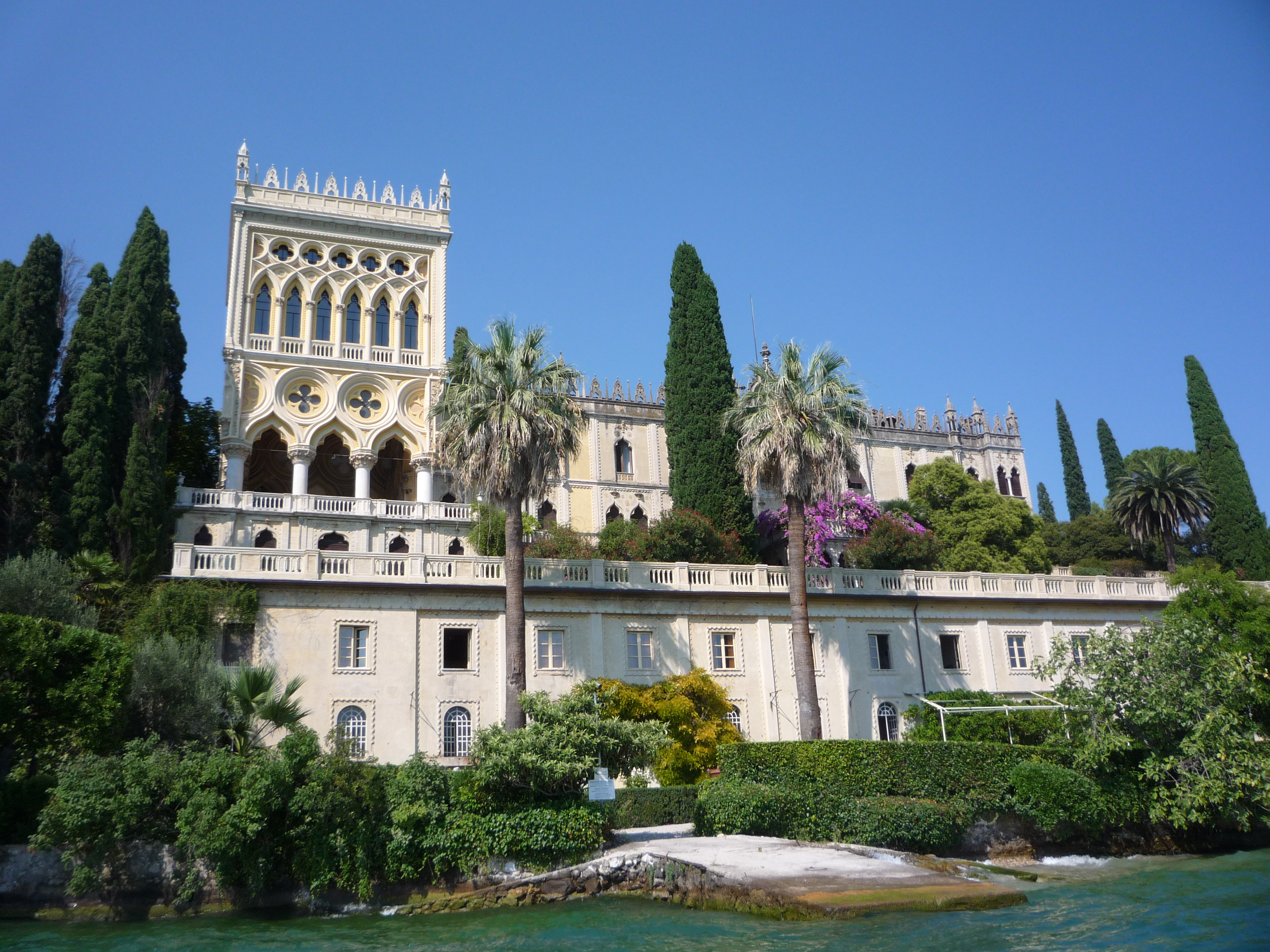
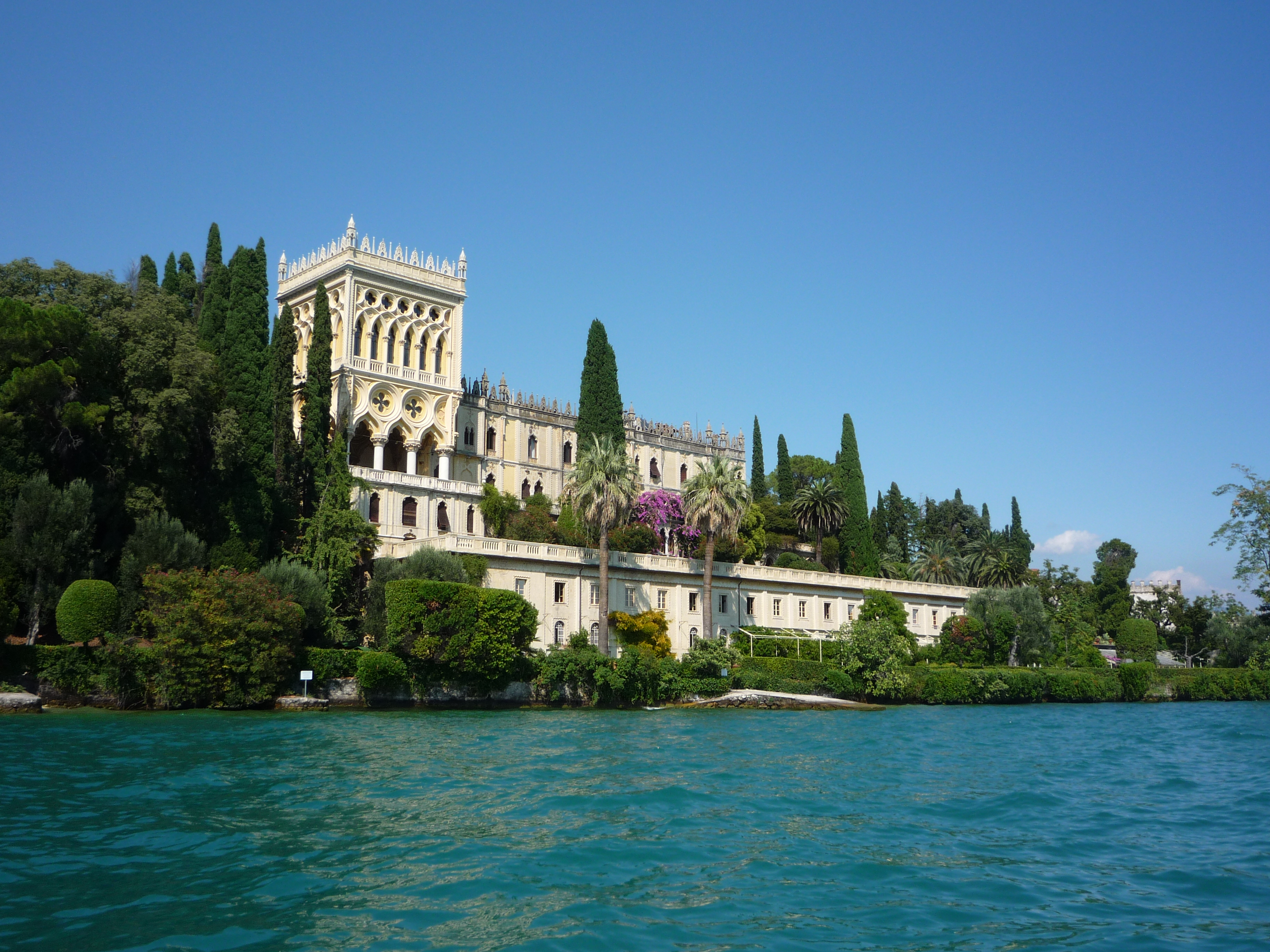
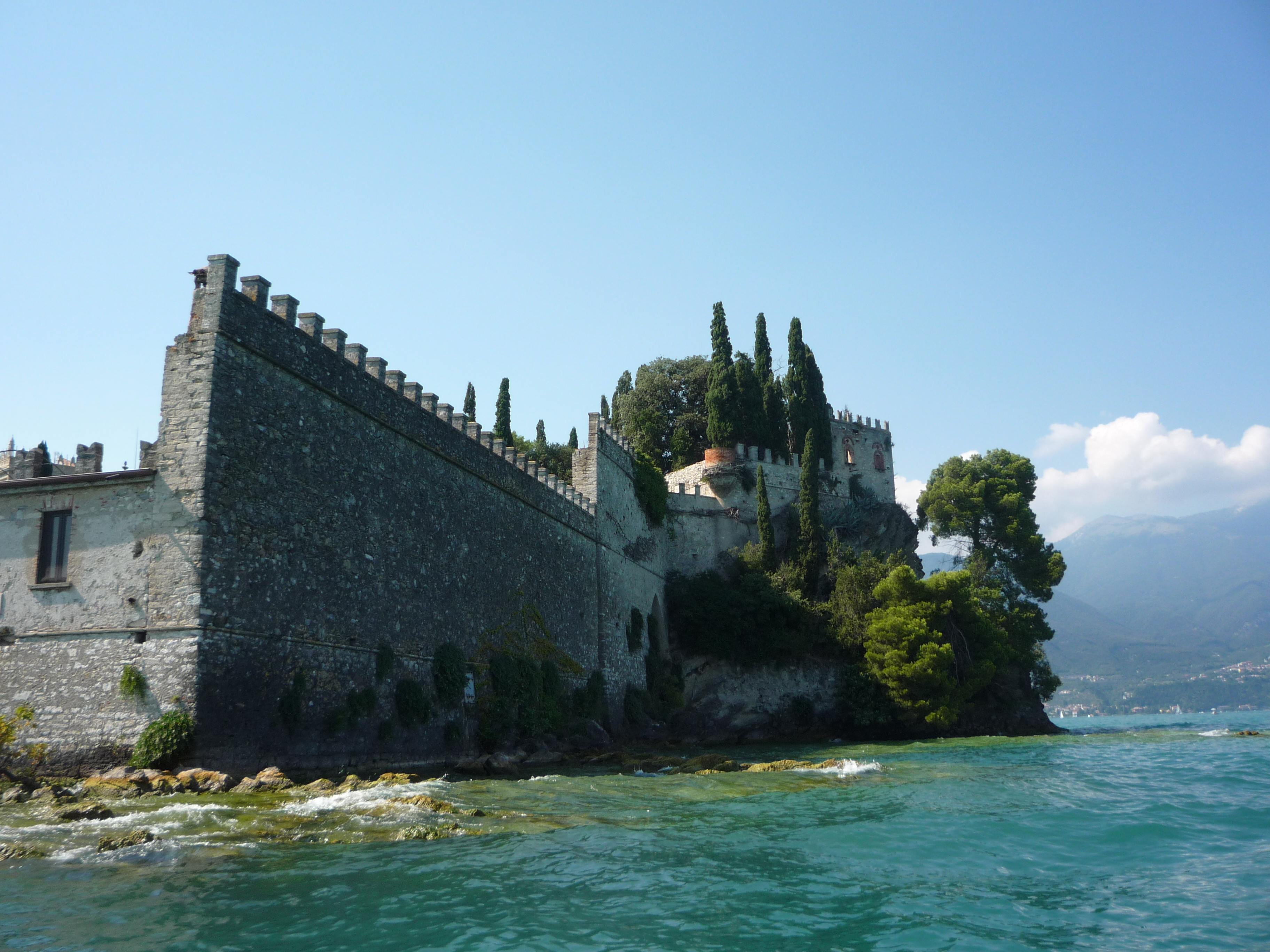